# Phytomyza cortusifolii
Phytomyza cortusifolii är en tvåvingeart som beskrevs av Spencer 1965. Phytomyza cortusifolii ingår i släktet Phytomyza och familjen minerarflugor.
Artens utbredningsområde är Kanarieöarna. Inga underarter finns listade i Catalogue of Life.